# Persone di nome Antoni
| Questa pagina contiene informazioni ricavate automaticamente dalle voci biografiche con l'ausilio del template Bio e di un bot. L'aggiornamento è periodico e automatico e ricostruisce completamente la pagina. Se manca una persona in questa lista, sei pregato di non aggiungerla, ma accertati piuttosto che la sua voce biografica contenga il template Bio e che i dati anagrafici siano correttamente compilati. Se il template Bio manca, inseriscilo tu stesso o, in alternativa, metti l'avviso {{tmp\|Bio}} che ne segnala la mancanza. Se i dati riportati sono sbagliati, correggi direttamente la voce biografica; le modifiche saranno visibili in questa lista entro pochi giorni. Per chiarimenti vedi il progetto antroponimi. La lista contiene solo le 65 persone che sono citate nell'enciclopedia e per le quali è stato implementato correttamente il template Bio. Pagina aggiornata al 6 ago 2025. |

Questa è una lista di persone presenti nell'enciclopedia che hanno il nome Antoni, suddivise per attività principale.

## Allenatori di calcio(2)
- Antoni Piechniczek, allenatore di calcio e ex calciatore polacco (Chorzów, n. 1942)
- Antoni Zdravkov, allenatore di calcio e ex calciatore bulgaro (Sofia, n. 1964)

## Allenatori di pallacanestro(1)
- Antoni Serra, allenatore di pallacanestro spagnolo (Mataró, n. 1939)

## Architetti(3)
- Antoni Gaudí, architetto spagnolo (Reus, n. 1852 - Barcellona, † 1926)
- Antoni Rovira i Rabassa, architetto spagnolo (Barcellona, n. 1845 - Barcellona, † 1919)
- Antoni Rovira i Trias, architetto e urbanista spagnolo (Barcellona, n. 1816 - Barcellona, † 1889)

## Arcivescovi cattolici(1)
- Antoni Julian Nowowiejski, arcivescovo cattolico polacco (Lubienia, n. 1858 - Działdowo, † 1941)

## Astronomi(1)
- Antoni Vidal, astronomo spagnolo

## Calciatori(11)
- Antoni Gałecki, calciatore polacco (Łódź, n. 1906 - Łódź, † 1958)
- Antoni Ivanov, calciatore bulgaro (Sofia, n. 1995)
- Antoni Kozubal, calciatore polacco (Krosno, n. 2004)
- Toni Lima, ex calciatore andorrano (Gavà, n. 1970)
- Antoni Łukasiewicz, ex calciatore polacco (Varsavia, n. 1983)
- Antoni Łyko, calciatore polacco (Cracovia, n. 1907 - Auschwitz, † 1941)
- Antoni Ramallets, calciatore e allenatore di calcio spagnolo (Barcellona, n. 1924 - Vilafranca del Penedès, † 2013)
- Antoni Sivera, ex calciatore andorrano (Gandia, n. 1978)
- Antoni Szymanowski, ex calciatore polacco (Tomaszów Mazowiecki, n. 1951)
- Antoni Torres, calciatore spagnolo (Balaguer, n. 1943 - Barcellona, † 2003)
- Antoni Trzaskowski, calciatore polacco (Karczew, n. 1941 - † 2025)

## Canoisti(1)
- Antoni Segura Jimeno, canoista spagnolo (n. 1996)

## Compositori(1)
- Antonio Soler, compositore e organista spagnolo (Olot, n. 1729 - San Lorenzo de El Escorial, † 1783)

## Direttori d'orchestra(1)
- Antoni Ros-Marbà, direttore d'orchestra spagnolo (L'Hospitalet de Llobregat, n. 1937)

## Filosofi(1)
- Antoni B. Stępień, filosofo polacco (Sosnowiec, n. 1931)

## Generali(1)
- Antoni Wilhelm Radziwiłł, generale polacco (Teplice, n. 1833 - Berlino, † 1904)

## Giornalisti(1)
- Antoni Rovira i Virgili, giornalista e politico spagnolo (Tarragona, n. 1882 - Perpignano, † 1949)

## Grecisti(1)
- Antoni Rubió i Lluch, grecista e scrittore spagnolo (Valladolid, n. 1856 - Barcellona, † 1937)

## Hockeisti su pista(1)
- Antoni Baliu, hockeista su pista spagnolo (Igualada, n. 1989)

## Imprenditori(2)
- Antoni Amatller, imprenditore, collezionista d'arte e fotografo spagnolo (Barcellona, n. 1851 - Barcellona, † 1910)
- Antoni Protazy Potocki, imprenditore, banchiere e nobile polacco (Guzów, n. 1761 - Machnówka, † 1801)

## Ingegneri(1)
- Antoni Grabowski, ingegnere, scrittore e esperantista polacco (Nowe Dobre, n. 1857 - Varsavia, † 1921)

## Insegnanti(1)
- Antoni Wilk, insegnante e astronomo polacco (Pławowice, n. 1876 - Cracovia, † 1940)

## Judoka(1)
- Antoni Zajkowski, ex judoka polacco (n. 1948)

## Letterati(1)
- Antoni d'Olivieri, letterato e storico italiano (Catania)

## Matematici(1)
- Antoni Zygmund, matematico polacco (Varsavia, n. 1900 - Chicago, † 1992)

## Medici(2)
- Antoni Jurasz, medico polacco (Spławie, n. 1847 - Poznań, † 1923)
- Antoni Kępiński, medico polacco (Dolyna, n. 1918 - Cracovia, † 1972)

## Militari(2)
- Antoni Bura, militare e bobbista polacco (Karviná, n. 1898 - Katowice, † 1980)
- Antoni Głowacki, militare e aviatore polacco (Varsavia, n. 1910 - Wellington, † 1980)

## Nobili(1)
- Antoni Radziwiłł, nobile, musicista e politico polacco (Vilnius, n. 1775 - Berlino, † 1833)

## Orologiai(1)
- Antoni Patek, orologiaio e imprenditore polacco (Piaski, n. 1811 - Ginevra, † 1877)

## Piloti motociclistici(1)
- Toni Bou, pilota motociclistico spagnolo (Piera, n. 1986)

## Pittori(4)
- Antoni Caba, pittore spagnolo (Barcellona, n. 1838 - Barcellona, † 1907)
- Antoni Gómez i Cros, pittore, litografo e illustratore spagnolo (Valencia, n. 1809 - Madrid, † 1863)
- Antoni Tàpies, pittore, scultore e storico dell'arte spagnolo (Barcellona, n. 1923 - Barcellona, † 2012)
- Antoni Viladomat, pittore spagnolo (Barcellona, n. 1678 - Barcellona, † 1755)

## Poeti(2)
- Antoni Lange, poeta e critico letterario polacco (n. 1863 - † 1929)
- Antoni Edward Odyniec, poeta e traduttore polacco (Ašmjany, n. 1804 - Varsavia, † 1885)

## Politici(6)
- Antoni Comín, politico e docente spagnolo (Barcellona, n. 1971)
- Antoni Iliński, politico e militare polacco (Žilina, n. 1814 - Istanbul, † 1861)
- Antoni Macierewicz, politico, storico e pubblicista polacco (Varsavia, n. 1948)
- Antoni Martí, politico andorrano (Escaldes-Engordany, n. 1963 - Escaldes-Engordany, † 2023)
- Antoni Pająk, politico polacco (Bestwina, n. 1893 - Londra, † 1965)
- Antoni Ponikowski, politico polacco (Siedlce, n. 1878 - Varsavia, † 1949)

## Presbiteri(1)
- Antoni de Montserrat, presbitero e cartografo spagnolo (Vic, n. 1536 - Isola di Salsette, † 1600)

## Religiosi(2)
- Antoni Naumczyk, religioso statunitense (Nashua, n. 1925 - Zawoja, † 1969)
- Antoni Norman, religioso polacco (n. 1951)

## Schermidori(1)
- Antoni Sobik, schermidore polacco (Gotartowice, n. 1905 - Katowice, † 1994)

## Scrittori(2)
- Antoni Maria Alcover i Sureda, scrittore spagnolo (Santa Cirga, n. 1862 - Palma di Maiorca, † 1932)
- Antoni Malczewski, scrittore polacco (Kniahinin, n. 1793 - Varsavia, † 1826)

## Sollevatori(1)
- Antoni Pawlak, ex sollevatore polacco (Łódź, n. 1951)

## Trovatori(2)
- Antoni Crusa, trovatore francese
- Antoni del Verger, trovatore francese

## Vescovi cattolici(2)
- Antoni Malecki, vescovo cattolico russo (San Pietroburgo, n. 1861 - Varsavia, † 1935)
- Antoni Stankiewicz, vescovo cattolico polacco (Oleszczenice, n. 1935 - Roma, † 2021)

## Senza attività specificata(1)
- Antoni Cierplikowski, parrucchiere polacco (Sieradz, n. 1884 - Sieradz, † 1976)